# Козлов, Виктор Семёнович
Ви́ктор Семёнович Козло́в (1905 — 1984, Москва, РСФСР) — советский дипломат. Чрезвычайный и полномочный посланник II класса. Чрезвычайный и полномочный посланник СССР в Эфиопии (1944—1946).

## Биография
Член ВКП(б). Кандидат исторических наук. На дипломатической работе с 1939 года.
- В 1940—1942 годах  — советник посольства СССР в Афганистане,
- В 1942—1944 годах — генеральный консул СССР в Мешхеде (Иран),
- С 9 марта 1944 по 28 февраля 1946 года — чрезвычайный и полномочный посланник СССР в Эфиопии[1],
- В 1947—1951 годах — эксперт-консультант Архивного управления МИД СССР,
- В 1951—1952 годах — председатель советско-польской комиссии по демаркации государственной границы,
- В 1955—1956 годах — советник Отдела Юго-Восточной Азии МИД СССР,
- В 1956—1957 годах — советник Посольства СССР в Индии,
- В 1957—1958 годах — генеральный консул СССР в Калькутте (Индия).
- С 1958 года — советник МИД СССР.

Похоронен на Кунцевском кладбище в Москве.

## Награды и звания
- Орден «Знак Почёта» (1954)[2]